# Siliwangi (Sukoharjo)
Siliwangi is een bestuurslaag in het regentschap Pringsewu van de provincie Lampung, Indonesië. Siliwangi telt 2251 inwoners (volkstelling 2010).